# Juozas Žukas
Juozas Žukas, noto anche come Joseph Zukas (Chicago, 29 ottobre 1915 – 7 luglio 1981), è stato un cestista e tennista lituano.

## Carriera
Con la Lituania ha vinto i Campionati europei del 1937.